# Tao Geoghegan Hart
Tao Geoghegan Hart [uitspraak: tee·oo ĝee·ĝən ha:rt ; 'teo 'gee(j)gen 'hart] (Londen, 30 maart 1995) is een Schots wielrenner die anno 2024 rijdt voor Lidl-Trek.

## Carrière
Eind 2015 liep hij stage bij Team Sky, maar wist dit niet om te zetten in een profcontract. Na een succesvol seizoen in 2016, waarin hij twee keer zegevierde en tal van ereplaatsen verzamelde werd hem alsnog tweejarig contract aangeboden.
In 2020 won Geoghegan Hart de Ronde van Italië en bereikte hij zijn doorbraak bij het grote publiek. Nadat kopman Geraint Thomas na enkele dagen uitviel, mocht Hart voor eigen kansen gaan. Hart won de vijftiende etappe, een bergrit naar Piancavallo en werd een uitdager voor de eindzege. Ook won hij de twintigste etappe naar Sestriere. Voorafgaand aan de slottijdrit stond Hart tweede in het klassement in dezelfde tijd als leider Jai Hindley. Hart reed een snellere tijdrit dan Hindley en schreef zo de Giro op zijn naam.

## Overwinningen
2013
2e etappe Ronde van Istrië
Eindklassement Ronde van Istrië
1e etappe Ronde van Lunigiana
Eind-, punten- en bergklassement Ronde van Lunigiana
2015
Jongerenklassement USA Pro Challenge
2016
Trofeo Piva
5e etappe Tour des Pays de Savoie
2017
Eindklassement Hammer Sportzone Limburg
2019
1e en 4e etappe Ronde van de Alpen
2020
15e en 20e etappe Ronde van Italië
Eind- en jongerenklassement Ronde van Italië
2023
4e etappe Ronde van Valencia
1e en 2e etappe Ronde van de Alpen
Eind- en puntenklassement Ronde van de Alpen

## Resultaten in voornaamste wedstrijden
| Jaar | Ronde van Italië | Ronde van Frankrijk | Ronde van Spanje |
| ---- | ---------------- | ------------------- | ---------------- |
| 2017 |                  |                     |                  |
| 2018 |                  |                     | 62e              |
| 2019 | opgave           |                     | 20e              |
| 2020 | ↑ (2)            |                     |                  |
| 2021 |                  | 60e                 |                  |
| 2022 |                  |                     | 19e              |
| 2023 | opgave           |                     |                  |
| 2024 |                  |                     | 62e              |

| Jaar | Milaan-San Remo | Amstel Gold Race | Luik-Bast.‑Luik | Ronde van Lombardije | Waalse Pijl | Clásica San Sebastián |  | WK op de weg |  | Wereldranglijsten |
| ---- | --------------- | ---------------- | --------------- | -------------------- | ----------- | --------------------- |  | ------------ |  | ----------------- |
| 2017 |                 | 101e             | 102e            |                      | 112e        |                       |  | 117e         |  | 169e (UWT)        |
| 2018 |                 | opgave           | 102e            |                      | 79e         | 75e                   |  | opgave       |  | 133e (UWT)        |
| 2019 | 45e             |                  | 49e             | 50e                  |             |                       |  | 26e          |  | 123e (UWR)        |
| 2020 |                 |                  |                 | opgave               |             |                       |  |              |  |                   |
| 2021 |                 |                  | 32e             | 57e                  | 62e         |                       |  |              |  |                   |
| 2022 |                 |                  |                 | 68e                  |             | 57e                   |  |              |  |                   |
| 2023 |                 |                  |                 |                      |             |                       |  |              |  |                   |
| 2024 |                 |                  |                 |                      |             |                       |  |              |  |                   |

### Resultaten in kleinere rondes
| Jaar | Parijs-Nice | Tirreno-Adriatico | Ronde van Catalonië | Ronde van het Baskenland | Ronde van Californië | Ronde van Romandië | Critérium du Dauphiné | Ronde van Zwitserland | Ronde van Polen | Renewi Tour | Ronde van Groot-Brittannië |
| ---- | ----------- | ----------------- | ------------------- | ------------------------ | -------------------- | ------------------ | --------------------- | --------------------- | --------------- | ----------- | -------------------------- |
| 2017 |             |                   |                     | 90e                      | 8e                   |                    |                       | 14e                   |                 | 69e         | 56e                        |
| 2018 |             |                   | 53e                 | 68e                      | 5e                   |                    | 13e (1)               |                       |                 |             |                            |
| 2019 | 32e         |                   |                     |                          |                      |                    |                       | 5e                    |                 |             |                            |
| 2020 |             | 30e               |                     |                          |                      |                    |                       |                       |                 |             |                            |
| 2021 | opgave      |                   |                     | opgave                   |                      |                    | 10e                   |                       | 54e             |             |                            |
| 2022 |             | opgave            |                     | 29e                      |                      |                    | 8e                    |                       |                 |             |                            |
| 2023 |             | ↑                 |                     |                          |                      |                    |                       |                       |                 |             |                            |
| 2024 |             | 29e               |                     | 43e                      |                      | 9e                 | opgave                |                       |                 |             |                            |
| 2025 |             |                   | opgave              |                          |                      |                    |                       |                       |                 |             |                            |

(*) tussen haakjes aantal individuele etappeoverwinningen

## Ploegen
- 2014 –  Bissell Development Team (vanaf 1-4)
- 2015 –  Axeon Cycling Team
- 2015 –  Team Sky (stagiair vanaf 1-8)
- 2016 –  Axeon Hagens Berman
- 2017 –  Team Sky
- 2018 –  Team Sky
- 2019 –  Team Ineos[2]
- 2020 –  Team INEOS Grenadiers[3]
- 2021 –  INEOS Grenadiers
- 2022 –  INEOS Grenadiers
- 2023 –  INEOS Grenadiers
- 2024 –  Lidl-Trek
- 2025 –  Lidl-Trek

Barta · Curran · Daniel · Eaton · Geoghegan Hart · Guerreiro · O'Donnell · Oien · Oram · Owen · Putt · Swirbul · Young
Boswell · Deignan · Earle · Eisel · Fenn · Froome · Seb.Henao · Ser.Henao · Kennaugh · Kiryjenka   · Knees · König · López · Nieve · Nordhaug · Pate · Poels · Porte · Puccio · Roche · Rowe · Siwtsow · Stannard · Sutton · Swift · Thomas · Viviani · Wiggins   (tot 12/04) · Zandio · Geoghegan Hart (stagiair) · Peters (stagiair)
Barta · Brown · Costa · Curran · Daniel · Dunbar · Geoghegan Hart · Guerreiro · Joyce · Neilands · O'Donnell · Oien · Owen · Powless · Williams · Young
Boswell · Deignan · Dibben · Doull · Elissonde · Froome · Geoghegan Hart · Gołaś · Seb. Henao · Ser. Henao · Intxausti · Kennaugh · Kiryjenka · Knees · Kwiatkowski · Landa · López · Moscon · Nieve · Poels · van Poppel · Puccio · Rosa · Rowe · Stannard · Thomas · Viviani · Wiśniowski
van Baarle · Basso · Bernal · Castroviejo · de la Cruz · Deignan · Dibben · Doull · Elissonde · Froome · Geoghegan Hart · Gołaś · Halvorsen · Seb. Henao · Ser. Henao · Intxausti · Kiryjenka · Knees · Kwiatkowski · Lawless · López · Moscon · Poels · Puccio · Rosa · Rowe · Sivakov · Stannard · Thomas · Wiśniowski
van Baarle · Basso · Bernal · Castroviejo · de la Cruz · Doull · Dunbar · Elissonde · Froome · Ganna · Geoghegan Hart · Gołaś · Halvorsen · Seb. Henao · Kiryjenka · Knees · Kwiatkowski · Lawless · Moscon · Narváez · Poels · Puccio · Rosa · Rowe · Sivakov · Sosa · Stannard · Swift · Thomas
Amador · Basso · Bernal · Carapaz  · Castroviejo · Dennis   · Doull · Dunbar · Froome · Ganna   · Geoghegan Hart · Gołaś · Hayter · Henao · Kiryjenka (t/m 31 januari) · Knees · Kwiatkowski · Lawless · Moscon · Narváez · Puccio · Rivera · Rodriguez · Rowe · Sivakov · Sosa · Stannard · Swift · Thomas · Van Baarle · Wurf (vanaf 1 februari)
Amador · Van Baarle · Basso · Bernal · Carapaz  · Castroviejo · De Plus · Dennis · Doull · Dunbar · Ganna     · Geoghegan Hart · Gołaś · Hayter · Henao · Kwiatkowski · Martínez · Moscon · Narváez · Pidcock (vanaf 1 februari) · Porte ·  Puccio · Rivera · Rodriguez · Rowe · Sivakov · Sosa · Swift · Thomas · Wurf · Yates · Plapp (stagiair)
Amador · Bernal · Carapaz  · Castroviejo · De Plus · Dunbar · Fraile · Ganna   · Geoghegan Hart · E. Hayter · Heiduk · Kwiatkowski · Martínez · Narváez · Pidcock · Plapp · Porte ·  Puccio · Rivera · Rodriguez · Rowe · Sheffield · Sivakov · Swift · Thomas · Tulett · Turner · Van Baarle · Viviani · Wurf · Yates · L. Hayter (stagiair)
Bagioli · Bernard · Cataldo · Ciccone · Consonni · Declercq · Felline · Geoghegan Hart · Ghebreigzabhier · Gibbons · Hoole · Kirsch · Konrad · López · Milan · Mollema · Mosca · Nys · Oomen · Pedersen · Simmons · Skjelmose · Skujiņš · Stuyven · Tesfatsion · Theuns · Vacek · Vergaerde · Verona · Ronhaar (stagiair)
- Gemeinsame Normdatei: 1220234834
- Virtual International Authority File: 969160425259468320001